# La plata de Britania
La plata de Britania es una novela de la escritora británica Lindsey Davis, del género ficción histórica policial.
Esta es la primera novela de la serie de libros dedicado al informante romano Marco Didio Falco, ambientados en la época del emperador Vespasiano. En esta primera novela se introducen los principales personajes y se establecen las primeras relaciones entre los mismos que se irán desarrollando a lo largo de toda la serie.

## Argumento
En Roma, en el año 70 d. C., Marco Didio Falco es un cínico informante de ideas republicanas que un día queda prendado de una joven (Sosia Camiliana) envuelta en una conspiración para derrocar a Vespasiano relacionada con el tráfico de lingotes de plata de Britania. Pero Falco no consigue salvarla del ataque de unos peligrosos matones y acepta ser contratado por el tío de la chica, el senador Décimo Camilo Vero, y por el emperador Vespasiano, para embarcar hacia Britania, destapar la conspiración y resolver el asesinato.
Una vez allí, Falco conoce a una mujer de clase alta, Helena Justina, hija del senador que le contrató. Ambos se profesan una mutua aversión desde el primer momento: él odia su clase y ella odia sus prejuicios.
Para acometer su misión Falco se infiltrará en una mina de plata como un esclavo, donde conocerá el significado de las palabras "odio", "miedo" y "abuso".

## Dramatis personae

### En el Palacio Imperial
- Vespasiano Augusto - Individuo jovial y entrado en años, que ha surgido de la nada y se ha convertido en emperador de Roma.
- Tito César - Treinta años. Hijo mayor de Vespasiano, hombre popular y brillante.
- Domiciano César - Veinte años. Hijo pequeño de Vespasiano, ni tan brillante ni tan popular.

### En la Región I (Sector de la Puerta Capena)
- Décimo Camilo Vero - Un senador millonario.
- Julia Justa - Noble esposa del senador.
- Helena Justina - Hija del senador. Veintitrés años y recientemente divorciada: una joven sensata.
- Publio Camilo Meto - Hermano pequeño del senador, dedicado al comercio de importación y exportación.
- Sosia Camilina - Hija de Meto. Dieciséis años. Rubia, hermosa y, por consiguiente, sin la obligación de ser sensata.
- Naiss - Doncella de Helena Justina que siempre tiene los ojos muy abiertos.
- Gneo Atio Pertinax - Funcionario de poca categoría con rango de Edil (interés específico: la disciplina).

### En la Región XIII (Sector Aventino)
- Marco Didio Falco - Investigador privado. Republicano.
- Madre de Falco - Una madre con opiones sobre lo divino y lo humano.
- Didio Festo - Hermano de Falco. Héroe nacional (difunto).
- Marcia - Tres años. Hija del hermano de Falco.
- Petronio Longo - Capitán de la patrulla de la guardia del Aventino.
- Lenia - Una lavandera.
- Esmaracto - Especulador inmobiliario y propietario de una escuela de formación de gladiadores.

### En otros sectores de Roma
- Astia - Mujer de un transportista, algo ligera de cascos.
- Julio Frontino - Capitán de la Guardia Pretoriana
- Glauco - Cilicio propietario de un gimnasio respetable: un personaje insólito.
- Escanciador de vino caliente - (Apestoso).
- Vigilante - (Borracho).
- Caballo del jardinero - (Propensiones desconocidas).

### En Britania
- Gayo Flavio Hilaris - Procurador imperial a cargo de las finanzas; sus responsabilidades incluyen las minas de plata.
- Elia Camila - Esposa del procurador y hermana más joven del senador Camilo Vero y de su hermano Publio.
- Rufrio Vitalis - Ex-centurión de la Legio II Augusta que vive retirado en Isca Dumnonia.
- T. Claudio Trifero - Britano. Contratista que administra la mina imperial de plata en Vebioduno.
- Cornix - Sádico. Capataz a cargo de los esclavos en la mina imperial de plata.
- Simplex - Oficial médico de la Legio II Augusta en Glevo (interés específico: la cirugía).

## Tramas principales
- Investigación de una posible traición relacionada con las minas de plata imperiales.
- Desarrollo de la relación entre Marco Didio Falco y Helena Justina.
- La influencia de las relaciones familiares en asuntos de política.

## Alusiones/referencias a la historia, geografía y ciencia actual
- Ambientada en Roma y Britania en el año 70, durante el reinado del Emperador Vespasiano.

## Premios y nominaciones
- Ganadora del Author's Club First Novel Award en 1989.